# Memphis Slim and the Real Boogie-Woogie
Memphis Slim and the Real Boogie-Woogie — студійний альбом американського блюзового музиканта Мемфіса Сліма, випущений у 1959 році лейблом Folkways.

## Опис
На цьому альбомі піаніст і співак Пітер Четмен, мол, більше відомий як Мемфіс Слім, грає прогрегисвні бугі та блюзи на фортепіано. Він самостійно навчився грати в барах хонкі-тонк та джук-джойнтах в штаті Теннессі, тут він виконує декілька з найкращих своїх бугі-вугі і співає лише дві пісні «Crowing Rooster» і «Woman Blues Boogie». Альбом був випущений на лейблі Folkways Records у 1959 році. Того ж року альбом вийшов на Folkways у Франції з іншою обкладинкою.

## Список композицій
1. «Walkin' the Boogie» — 3:23
2. «Cow Cow Blues» — 3:38
3. «Jefferson County Blues» — 3:06
4. «Four O'Clock Blues» — 2:39
5. «Mister Freddie» — 2:41
6. «Trouble In Mind» — 3:11
7. «44 Blues» — 3:37
8. «88 Boogie» — 3:21
9. «Sail On Blues» — 2:35
10. «Down Home Blues» — 2:35
11. «Down That Big Road» — 2:19
12. «Roll and Tumble» — 2:13
13. «Crowing Rooster» — 2:50
14. «Woman Blues Boogie» — 3:12

## Учасники запису
- Мемфіс Слім — фортепіано, вокал (13, 14)

Технічний персонал
- Чарльз Едвард Сміт — продюсер, текст
- Мозес Еш — інженер
- Рональд Клайн — дизайн
- Девід Гар — фотографія